# エマヌエラ (小惑星)
エマヌエラ (576 Emanuela) は小惑星帯に位置する小惑星である。ハイデルベルクのケーニッヒシュトゥール天文台でパウル・ゲッツによって発見された。
発見者の友人にちなんで名づけられた。